# 明月乡
明月乡，是中华人民共和国四川省达州市宣汉县曾经下辖的一个乡。

## 行政区划
明月乡撤销前下辖以下地区：
黄马村、重石村、平等村、万古村和大鱼池村。